# Gangsterboys
Gangsterboys is een Nederlandse bioscoopfilm uit 2010. Gangsterboys is een misdaadkomedie, geschreven door Orhan Sahin, bewerkt en geregisseerd door Paul Ruven. De film werd geproduceerd door René Huybrechtse en Paul Ruven. De hoofdrollen worden gespeeld door Yes-R (Appo) en Turk (Mahmut).

## Verhaal
Mahmut en Apo willen graag gangster én rapper worden. Als ze mee willen doen in een grote rapbattle, proberen ze eerst met een cocaïnedeal wat geld bij te verdienen. Maar dan worden ze gepakt door de politie. Bij de politie kunnen ze kiezen: of ze moeten voor een tijd de gevangenis in, of ze gaan infiltreren in een Turkse bende, om te onderzoeken wat ze van plan zijn. Mahmut en Apo kiezen voor het laatste. De bendeleider Karan schrikt niet terug voor moorden en martelingen. Hij laat Mahmut en Appo eerst klusjes doen als wc-papier kopen en wc's schoonmaken, en om ze een toontje lager te laten zingen laat hij ze ook een tijdje jurken dragen. Vervolgens krijgen ze steeds gevaarlijker opdrachten. Ondertussen krijgen Apo en Mahmut €200.000 van Karan, waar ze op moeten letten. Helaas raken ze het geld dezelfde dag nog kwijt tijdens een woningoverval. De bende staat ook bij een liquidatie toe dat het slachtoffer bijgestaan wordt door een geestelijke van zijn religie. Daarom hebben ze nu een Afrikaanse Voodoo-dokter/geestelijke nodig. Mahmut en Appo moeten hem ophalen van het vliegveld. De geestelijke sterft echter door een ongeval, waarna ze iemand inzetten die Apo en Mahmut nog geld schuldig was. Uiteindelijk worden de bendeleden door de politie in een vuurgevecht gedood.

## Rolverdeling
- Yes-R - Apo
- Turk - Mahmut
- Fatma Genç - Fatma, undercoverrechercheur
- Mimoun Ouled Radi - Achmed
- Gamze Tazim - Serpil
- Beau van Erven Dorens - Julien
- Cahit Ölmez - Karan
- Brader Torun - Jabbar
- Georgina Verbaan - Carlita Boonstra
- Murat Toker - Bekir
- Ergun Simsek - Yilmaz
- Jeffrey Spalburg- Roberto
- Marco Maas - Theo (vriend Schra)
- Jeroen van Koningsbrugge - Brabantse Maffia
- Deniz Akkoyun - Miss Holland
- Winston Krolis - voodoo-dokter
- Sjaak - rapper
- Darryl - rapper
- Negativ - rapper
- The Partysquad - host van Rap-Battle
- Soesi B - rapper
- Hef - rapper